# IC 577
IC 577 ist eine Spiralgalaxie vom Hubble-Typ Sc im Sternbild Löwe nördlich der Ekliptik. Sie ist schätzungsweise 397 Millionen Lichtjahre von der Milchstraße entfernt und hat einen Durchmesser von etwa 70.000 Lichtjahren. Gemeinsam mit IC 578 bildet sie das isolierte Galaxienpaar KPG 220.

Im selben Himmelsareal befinden sich u. a. die Galaxien NGC 3069, NGC 3070, IC 576, IC 584.
Die Typ-Iax-Supernova SN 2008ae wurde hier beobachtet.
Das Objekt wurde am 22. März 1892 vom französischen Astronomen Stéphane Javelle entdeckt.